# Pulkas
Pulkas war eine englische Alternative- und Nu-Metal-Band aus London, die 1995 gegründet wurde und sich ca. 2002 unter dem Namen I:AM:I auflöste.

## Geschichte
Die Band wurde im Jahr 1995 von dem Sänger Luke Lloyd, dem Gitarristen Martin Bourne, dem Bassisten Jules McBride und dem Schlagzeuger Rob Lewis gegründet. Die Mitglieder hatten sich zuvor in der Londoner U-Bahn kennengelernt. Durch ein erstes Demo, das die Songs Control und This Is It enthält, erreichte die Band die Aufmerksamkeit von Earache Records, woraufhin sie einen Plattenvertrag bei dem Label erreichte. Die Gruppe hatte bis zu diesem Zeitpunkt weniger als ein Dutzend Auftritte abgehalten. Pulkas war als erstes auf dem Earache-Records-Sampler Earplugged 2 mit dem Lied Hippy Fascist zu hören. 1998 organisierte das Label die Next Gen Tour, an der neben Pulkas auch Misery Loves Co., Janus Stark und Dub War teilnahmen. Im März 1998 ging die Gruppe, zur Veröffentlichung des von Colin Richardson produzierten Debütalbums Greed, auf Tour durch Großbritannien, Spanien und Belgien. 1999 wurden weitere Auftritte, unter anderem mit Biohazard, abgehalten. Zudem ging die Gruppe im Februar mit Liberty 37 und One Minute Silence auf Tour durch Großbritannien. Da die Band allen Kontakt zu Earache Records abgebrochen hatte, aber die Veröffentlichung von drei weiteren Alben noch vertraglich vereinbart war, befanden sich beide Parteien rund zwei Jahre im Rechtsstreit miteinander. Im Oktober 2002 gab die Band daher, kurz nach der Verpflichtung eines neuen Schlagzeugers, ihre Umbenennung in I:AM:I bekannt und kündigte einen Auftritt in London mit Aconite Thrill, The Goose, Zero Cipher und Mumcuss an. Später löste sich die Band auf.

## Stil
Christian Graf beschrieb die Musik der Band in seinem Nu Metal und Crossover Lexikon als „eine brutale Kreuzung aus Deftones, Helmet und Tool“. Laut Allmusic sei die Band oft mit Korn oder Tool verglichen worden, wobei die Gruppe diese Vergleiche jedoch abgelehnt habe. Robert Müller vom Metal Hammer schrieb ebenfalls, dass man sich beim Hören des Albums an Korn erinnert fühlt. Zu Luke Lloyds Einflüssen würde unter anderem Led Zeppelin zählen. Die Band umgehe auf dem Album „starre Riffschemata und offensive Hüpferei mit trockenen und präzisen Grooves und der energischen, von der Direktheit des Punk geprägten Performance von Mr. Lloyd“. Im Interview mit Müller gab Lloyd an, dass man versucht hat, den guten Höreindruck, den man live habe, auch auf das Album zu bannen. Eine Ausgabe zuvor hatte Müller Greed rezensiert. Die Gruppe verbinde hierauf die Rhythmen von Korn und Coal Chamber mit feinen, fast poppigen Melodien, die auch zwischen lauten Gitarrenriffs hervorstechen würden, und der „lakonische[n] Härte des britischen Hardcoresounds“. Die Musik sei für Fans von Gruppen von Clawfinger bis Helmet geeignet. Michael Schleutermann vom Rock Hard stellte in seiner Album-Rezension aufgrund der Riffs, des Gesangs und der Arrangements starke Parallelen zu Bands wie Machine Head fest. Aufgrund tiefer Bass- und schräger Zwischentöne erinnere die Gruppe jedoch auch an Korn, während eine teils eindringliche, teils morbide Atmosphäre eher an Tool erinnern würde. Insgesamt sei das Liedmaterial wenig originell.

## Diskografie
- 1997: Control (Demo, Eigenveröffentlichung)
- 1997: Earache: Nextgen 98 Tour (EP, Earache Records)
- 1998: Greed (Album, Earache Records)